# Forza del Sud
Forza del Sud (FdS) è stato un partito politico italiano fondato da Gianfranco Micciché, ex esponente di Forza Italia e del Popolo della Libertà, ispirato al meridionalismo. Il partito è stato fondato ufficialmente il 30 ottobre 2010 a Palermo. Il colore ufficiale del partito era l'arancione.
Il 14 luglio 2011 Forza del Sud aderisce insieme ad altri partiti al nuovo movimento meridionalista Grande Sud, guidato da Gianfranco Micciché.

## Storia

### Il Popolo della Libertà - Sicilia nell'ARS
Nel novembre del 2009 il Sottosegretario alla Presidenza del Consiglio Gianfranco Micciché dà vita, insieme ai finiani, al gruppo parlamentare Pdl Sicilia all'interno dell'Assemblea Regionale Siciliana. Tra le motivazioni della rottura il continuo scontro con l'area del partito facente capo al Ministro Angelino Alfano, al Presidente del Senato Renato Schifani ed ai coordinatori Giuseppe Castiglione e Domenico Nania sulle posizioni nei confronti del Governo Regionale Siciliano guidato da Raffaele Lombardo. Dopo la scissione lo scontro all'interno della maggioranza siciliana si acuì al punto che i deputati del Pdl ufficiale votarono contro il DPEF del Governo, mettendo in crisi Lombardo che arrivò a dichiarare: "Con la bocciatura del Dpef, c'è stata la dissoluzione della maggioranza".
Nel marzo 2010 Gianfranco Micciché dichiara di essere disposto a lasciare il Popolo della Libertà per creare il Partito del Sud,
ipotesi che invece viene esclusa dai finiani, che continueranno a sostenere Lombardo, senza lasciare il PdL.

### La nascita di Forza del Sud

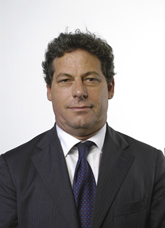
Gianfranco Micciché

La rottura tra Micciché e Lombardo si consuma con la creazione nell'ottobre 2010, del quarto governo regionale dal 2008, detto Lombardo Quater, che incassa la fiducia di Movimento per le Autonomie, UdC, Finiani, ApI e anche del Partito Democratico. Proprio l'appoggio di quest'ultimo causa il divorzio tra i due e Micciché dà vita al gruppo parlamentare nell'Assemblea Regionale Siciliana Forza del Sud, a cui aderiscono cinque parlamentari siciliani: Michele Cimino, Titti Bufardeci, Cateno De Luca (sindaco di Santa Teresa di Riva, designato Capogruppo), Toni Scilla e Franco Mineo. Il gruppo successivamente viene denominato Grande Sud.
Il 30 ottobre 2010 Micciché fonda ufficialmente a Palermo Forza del Sud. A fine novembre viene lanciato il segno distintivo dei membri del partito: la cravatta arancione, adottata sul modello leghista.
Al partito aderiscono dieci parlamentari nazionali. Al Senato, Forza del Sud annovera tre parlamentari: si tratta di Roberto Centaro, Mario Ferrara e Salvo Fleres. Il 22 luglio 2011 i senatori di Forza del Sud entrano nel gruppo parlamentare di "Coesione Nazionale- Io Sud" che viene rinominato "Coesione Nazionale-Io Sud-Forza del Sud". Alla Camera il movimento annovera sette deputati: oltre a Gianfranco Micciché, vi sono Pippo Fallica, Ugo Grimaldi, Maurizio Iapicca, Marco Pugliese, Francesco Stagno D'Alcontres e Giacomo Terranova, che il 4 agosto 2011 uscirano dal gruppo del PdL alla volta del gruppo misto.
Il 14 luglio 2011 Forza del Sud ha annunciato la nascita, con Io Sud di Adriana Poli Bortone ed altri movimenti minori, di Grande Sud, una federazione dei movimenti del Sud, che, secondo Miccichè, "sappia far valere la propria forza in Parlamento per poter ottenere quello che fino ad oggi ottiene solo la Lega Nord". In Senato 3 senatori di Forza del Sud e la stessa Adriana Poli Bortone di Io Sud aderiscono al gruppo Coesione Nazionale, mentre alla Camera i deputati di Forza del Sud siedono nel gruppo misto, non iscritti a nessuna componente. Il 3 settembre 2011 viene annunciato il nome della federazione, Grande Sud.
Il 16 novembre 2011 aderisce al partito anche Gerardo Soglia, ex deputato del Pdl e vicepresidente del gruppo di Popolo e Territorio (ex Iniziativa Responsabile). Soglia dopo nei mesi scorsi aveva espresso alcune critiche sulla conduzione del Pdl, e invitato Silvio Berlusconi a cedere il passo a una nuova classe dirigente. Pochi giorni fa era stato inoltre tra i firmatari di una lettera al segretario del Pdl, Alfano, in cui si chiedeva di rendere noti i nomi dei tesserati. Dopo aver abbandonato i Responsabili alla volta della corrente dei Cristiano Popolari di Mario Baccini e Giuseppe Galati confluita nel Pdl passa con Micciché.
Il 18 gennaio 2012 alla Camera nasce la componente “Grande Sud-Ppa” che raccoglie tutti i deputati vicini a Forza del Sud finora iscritti al Gruppo misto, non iscritto a nessuna componente. Vi aderiscono 9 deputati: Gianfranco Micciché, Pippo Fallica, Maurizio Iapicca, Ugo Grimaldi, Giacomo Terranova, Marco Pugliese, Francesco Stagno d'Alcontres, Gerardo Soglia. Aderisce alla componente anche Aurelio Misiti (ex IdV) già Sottosegretario di Stato e Viceministro del Ministero delle Infrastrutture e dei Trasporti del Governo Berlusconi IV, che diventa capogruppo della nuova componente e vicepresidente del Gruppo misto.
Il 14 marzo 2012 Giancarlo Pittelli, ex deputato del Popolo della Libertà e del Partito Liberale Italiano, aderisce alla componente Grande Sud della Camera annunciando la sua iscrizione a Forza del Sud. Con l'ingresso di Pittelli la componente alla Camera raggiunge 10 componenti risultando la più grande del Gruppo misto.

### Elezioni regionali del 2012
Alle elezioni regionali in Sicilia del 2012 il presidente del partito Gianfranco Miccichè si candida come presidente della giunta regionale con 312.112 voti.

## Risultati elettorali
| Elezione       | Voti    | Seggi  |
| -------------- | ------- | ------ |
| Regionali 2012 | 115 444 | 5 / 90 |